# Normann
Normann o Villaggio Normann è un villaggio ex minerario, frazione del comune di Gonnesa. Dista 7 km dal centro di Gonnesa e circa 60 da quello di Cagliari.

## Geografia fisica
Il nucleo abitato, situato sul monte San Giovanni alla quota di 180 metri s.l.m., si affaccia sul Golfo del Leone e sulle sue spiagge.

### Ambiente naturale
Il Villaggio Normann è situato all’interno del Sito di interesse comunitario (S.I.C.) “Costa di Nebida”,  caratterizzato da formazioni vegetali uniche nel panorama europeo. Dal punto di vista floristico emergono le rupi calcaree, che accolgono una flora ricca di specie endemiche specializzate nell’insediamento in questi ambienti geologici.
La flora del nucleo centrale è caratterizzata dalla presenza di un bosco di pino d'Aleppo Pinus halepensis circondato da una folta macchia mediterranea ricca di lecci e corbezzoli con presenza di sughere e ginepri; macchie a lentischio e cisto.  L'industria estrattiva  ha lasciato profondi ed evidenti segni sull’ambiente naturale. Eppure con il tempo alcune specie autoctone, rare altrove, sono riuscite ad attecchire persino sulle discariche contaminate dall’attività mineraria. Esemplare il caso del Limonium merxmuelleri che ormai è una specie esclusiva di questi ambienti.
Dal punto di vista faunistico, le alte falesie che dominano il villaggio sono il rifugio ideale per numerose specie di uccelli di interesse comunitario: il falco pellegrino Falco peregrinus che qui si alimenta e si riproduce, seguito dalle altre specie tipiche dell'area: falchetto, poiana, upupa, picchio, ghiandaia, riccio, gufo, merlo, donnola, cinghiale e volpe sarda.

## Origini del nome
Il villaggio Normann prende il nome dall’ingegner Edward Normann, direttore della miniera di San Giovanni dal 1867 al 1881 e scopritore dell’omonimo giacimento. .

## Storia
L'insediamento fu costruito tra la fine dell’Ottocento e l’inizio del Novecento dalla società Gonnesa Mining Company Ltd. Difficile ricostruire la storia esatta di questo borgo immerso tra i pini, che in origine doveva ospitare uffici della società mineraria e la residenza di alcuni impiegati. Con il passare del tempo gli uffici si sono trasformati in abitazioni e il minuscolo villaggio ha conosciuto anche i primi servizi. La società Gonnesa Mining Company Ltd, applicando la regola allora vigente della separazione tra classi, destinò il villaggio ai dirigenti e i quadri lasciando ai minatori le case operaie nella vicina miniera di San Giovanni e del villaggio operaio di Bindua, noto allora come località Ceramica.

## Monumenti e luoghi d'interesse

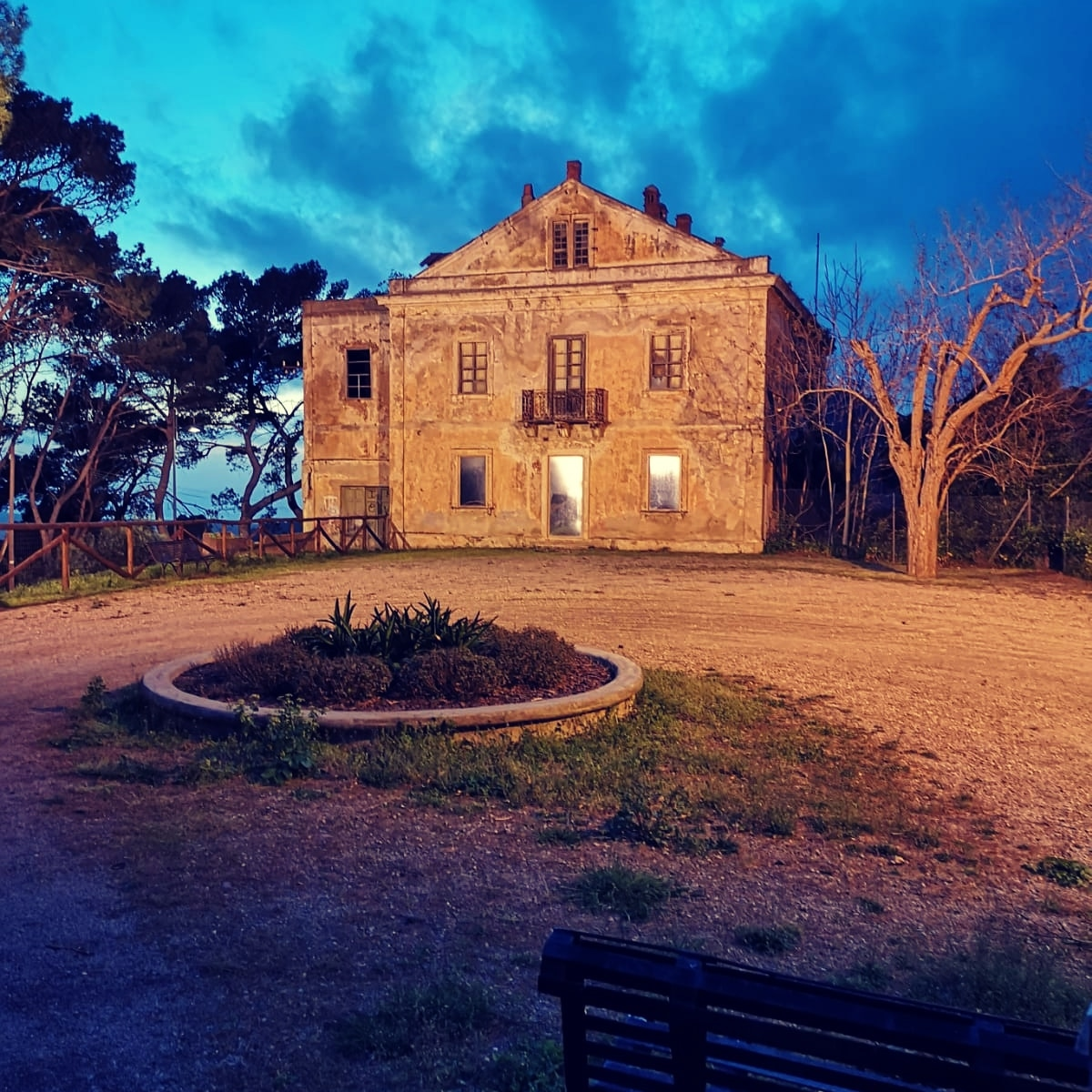
Villa Stefani

Tra gli edifici pubblici spiccano la casa del Direttore, conosciuta come “Villa Stefani” la chiesetta dedicata a San Giovanni Battista, la casa degli scapoli, la foresteria, lo spaccio e il circolo impiegati. Questi edifici raccontano, mediante architetture anglosassoni, le vicende societarie che videro succedersi diverse proprietà e con esse uomini d’affari stranieri e tecnici provenienti dalle migliori scuole europee. 
La villa del Direttore e lo Spaccio Circolo impiegati, sono stati dichiarati dalla Direzione Regionale per i Beni Culturali della Sardegna “di interesse culturale, storico e artistico particolarmente importante ai sensi dell'art.10 comma 1 del D.Lgs. 22/01/2004 n.42 e s.m.i.”. A poche centinaia di metri c'è la Miniera di San Giovanni che ospita al suo interno la famosa Grotta di Santa Barbara.

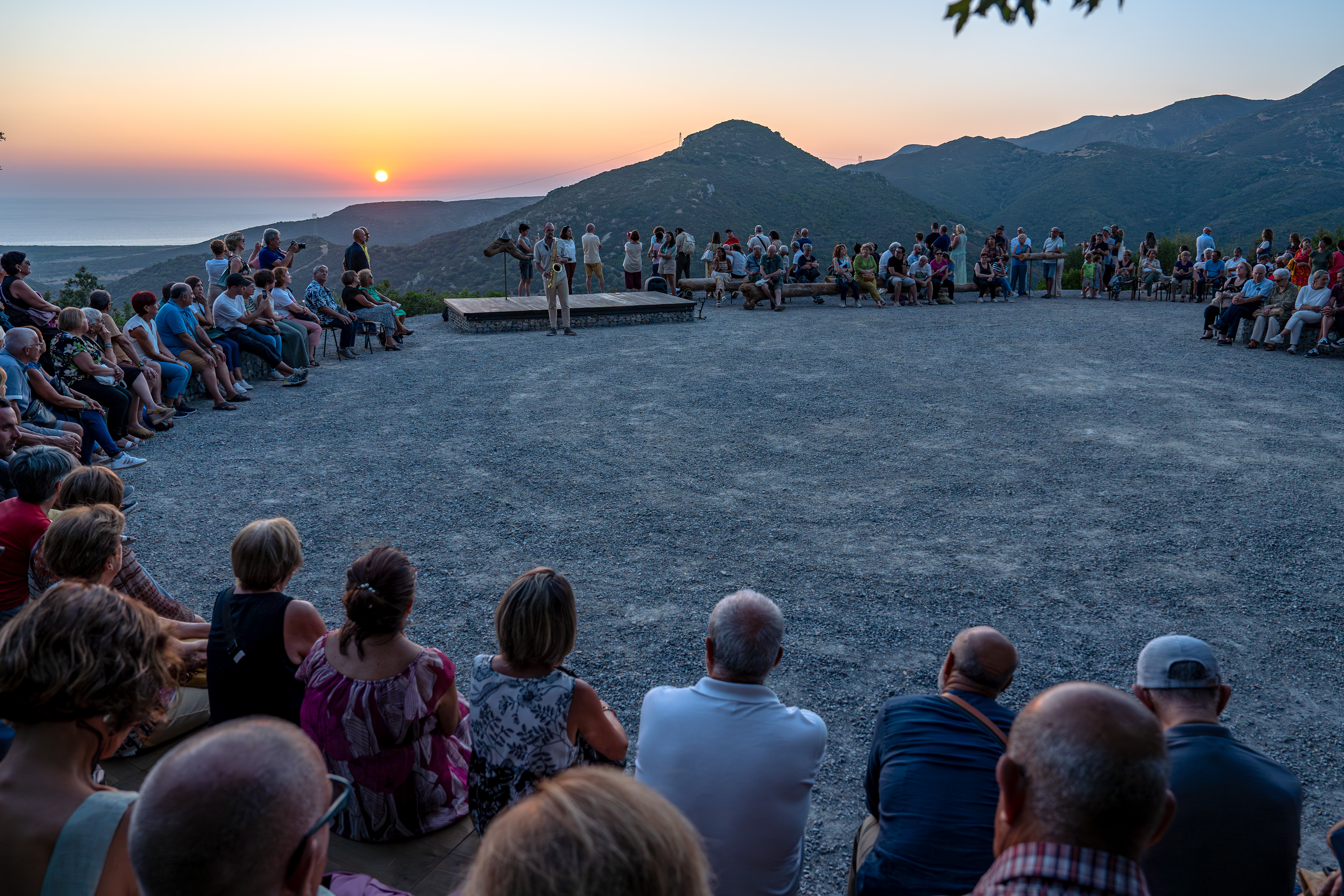
Belvedere di Normann, opera d'arte comunitaria

Al termine del viale che attraversa la pineta secolare c'è il Belvedere di Normann, un'opera d'arte comunitaria concepita dai volontari dell'associazione Villaggio Normann OdV e dal collettivo di artisti Giuseppefraugallery residenti nel villaggio e progettata attraverso un lungo percorso ludico e poetico avviato dall'artista Francesco Careri. Verso la montagna si trovano due file di sedili di legno e pietra a forma di anfiteatro che evocano i siti megalitici delle capanne di riunione dei villaggi nuragici.  Verso il mare si trova il monumento ai cavalli che lavoravano nelle miniere, costruito con i tronchi portati a riva dalle onde.  Il monumento evoca la storia di Bosano, un cavallo sepolto lì dal 1957, e dei sette vagoni che trainava negli stretti cunicoli della montagna.

## I sentieri della memoria

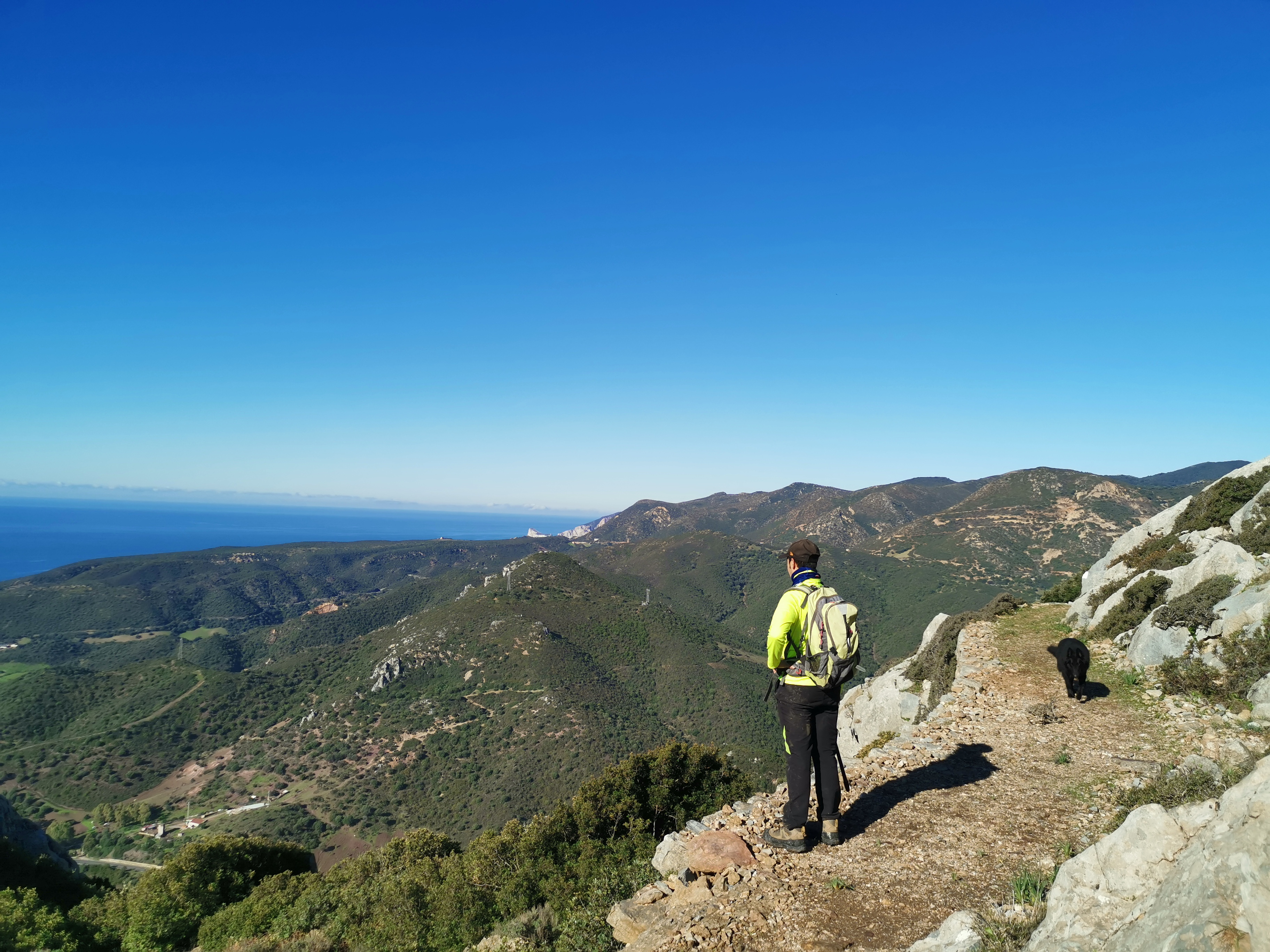
sentiero 511 che da Funtana Coperta attraversa Normann e conduce a Gonnesa

L’associazione Villaggio Normann OdV ha recuperato e messo in rete quasi 48 Km di sentieri tracciati con segnaletica del Club Alpino Italiano e accatastati nella Rete Escursionistica Sarda. Si tratta di vecchi sentieri, carreggi e vecchie ferrovie minerarie che introducono l’escursionista in un mondo antico in cui l’epicentro è il Villaggio Normann. Il paesaggio, la geologia, la speleologia e l'archeologia, insieme a un ambiente naturale che include un Sito di interesse comunitario, rendono questa proposta diversificata sia dal punto di vista dei contenuti che da quello delle modalità di fruizione. Ne fanno parte i villaggi di Monteponi, Monte Agruxiau, Monte Scorra, Nebida, Bindua, San Giovanni, Normann, Seddas Moddizzis, Monte Onixeddu e Gonnesa, raggiungibili tramite 8 sentieri e 7 varianti che spesso si intersecano offrendo molte soluzioni in termini di tempo e di percorrenza.

## Geografia antropica
Normann si presenta come un minuscolo agglomerato di abitazioni, incastonato in un bosco di pini, lecci e  macchia mediterranea, attraversato da antichi sentieri minerari. Dal punto di vista urbanistico, è una zona F 7 turistica; si tratta di un esempio originale di archeologia industriale. Nel secolo scorso la frazione è stata sede di diversi servizi tra i quali una scuola elementare e una stazione dei Carabinieri. 
Il villaggio accoglie all'inizio del XXI secolo una ventina di nuclei familiari ospitati in case ex minerarie, ormai acquistate dai residenti. Gli unici edifici di proprietà pubblica sono in grave stato di abbandono sebbene siano quelli meritevoli di maggior tutela.

## Infrastrutture e trasporti
Il villaggio è raggiungibile dal portale della ex miniera di San Giovanni, posto al Km. 33,250 della strada statale 126, all’altezza di Bindua.
La stazione ferroviaria più vicina è quella di Iglesias a circa 7 km. L’aeroporto più vicino è quello di Cagliari-Elmas distante circa 50 km. Il porto più vicino è quello di Cagliari che dista circa 60 Km.